# Монтгомери, Рене
Рене Монтгомери (англ. Renee Montgomery; род. 2 декабря 1986 года в Сент-Олбансе, Западная Виргиния, США) — американская профессиональная баскетболистка, выступавшая в женской национальной баскетбольной ассоциации. Она была выбрана на драфте ВНБА 2009 года в первом раунде под четвёртым номером клубом «Миннесота Линкс». Играла на позиции разыгрывающего защитника.

## Карьера

### Средняя школа
Монтгомери была капитаном команды каждый год её карьеры в средней школы. Она набирала среднем 22,5 очка, шесть передач, пять подборов и пять перехватов в старшей школе Южного Чарльстона. Она привела старшую школу Южного Чарльтона из Западной Виргиния к чемпионству 3 раза. Также в школе она играла в американский футбол.

### Колледж
Монтгомери училась в Университете Коннектикута. Во втором сезоне Монтгомери выходила в старте во всех 36 играх, как разыгрывающий. Она набира больше 10 очков в 29 играх, в четырёх из них она набирала больше двадцати очков. В том же сезоне, она привела сборную США до 20 лет к победе в чемпионате Америки, проходившим в Мехико.

### Профессиональная карьера
Монтгомери была выбрана под четвёртым номером на драфте 2009 года, командой «Миннесота Линкс». Вслед за Кристи Толивер, Мариссой Коулман и Энджел МакКотри. в 2010 году, она была обменяна в «Коннектикут Сан». Играла за множество европейских команд. В настоящее время выступает за польскую команду «Гдыня».

### Сборная США
Монтгомери была приглашена в сборную США, после своего первого сезона в ЖНБА, за свою качественную игру. Была в расширенном списке сборной на Чемпионат мира по баскетболу 2010 года и Олимпийские игры 2012, но была в последний момент отчислена.

## Достижения
- Чемпион Америки среди молодёжных команд: 2006
- Серебряный призёр чемпионата Израиля: 2011
- Бронзовый призёр чемпионата России: 2013